# Dorothy Head
Pour les articles homonymes, voir Head.
Dorothy Head, née le 4 juillet 1925 et morte en octobre 2015 à Richmond en Californie, est une joueuse de tennis américaine. Elle a joué de la fin des années 1940 jusqu'à la fin des années 1960. Elle est aussi connue sous son nom de femme mariée, Dorothy Head-Knode.
Elle a notamment atteint deux fois la finale de Roland Garros en simple dames, perdant en 1955 contre Angela Mortimer, et en 1957 contre Shirley Bloomer Brasher. 
À six autres occasions, entre 1952 et 1957, elle a accédé aux demi-finales dans les tournois du Grand Chelem.
À plus de 80 ans, elle s'illustre encore dans divers tournois senior.

## Parcours en Grand Chelem (partiel)
Si l’expression « Grand Chelem » désigne classiquement les quatre tournois les plus importants de l’histoire du tennis, elle n'est utilisée pour la première fois qu'en 1933, et n'acquiert la plénitude de son sens que peu à peu à partir des années 1950.